# 友だちの作り方
『友だちの作り方』（ともだちのつくりかた）は、愛洲かりみによる日本のライトノベル。イラストはもりちかが担当している。HJ文庫（ホビージャパン）より2009年10月に刊行された。第3回ノベルジャパン大賞特別賞受賞作品（受賞時の題名は「友達の作り方」）。

## ストーリー
友人のいない椛が、柚木と出会い友人として交流するが、ある日突然別れを告げられ行方が分からなくなる。

## 登場人物
仁科椛（にしな もみじ）
本作の主人公。引っ込み思案でアガリ性の少女。
山下柚木（やました ゆずき）
椛が校舎の屋上で出会った少女。

## 既刊一覧
- 愛洲かりみ（著） / もりちか（イラスト） 『友だちの作り方』 ホビージャパン〈HJ文庫〉、2009年10月1日発売、ISBN 978-4-89425-946-1